# 6010 Лізенґа
6010 Лізенґа (6010 Lyzenga) — астероїд головного поясу, відкритий 19 липня 1990 року.
Тіссеранів параметр щодо Юпітера — 3,372.